# Zlatý klas 1982
Třináctý ročník poháru o Zlatý klas  v ledním hokeji se konal od 1. – 4. září 1980 v Českých Budějovicích. Zúčastnili se čtyři týmy. Mužstva se utkala jednokolovým systémem každý s každým.

## Výsledky a tabulka
|    |                      | TCH  | SN  | ČB   | DB  | V | R | P | Skóre | B |
| 1. | ČSSR                 | ***  | 7:1 | 10:1 | 9:1 | 3 | 0 | 0 | 26:3  | 6 |
| 2. | HK Sibir Novosibirsk | 1:7  | *** | 6:4  | 5:2 | 2 | 0 | 1 | 12:13 | 4 |
| 3. | Motor ČB             | 1:10 | 2:5 | ***  | 4:0 | 1 | 0 | 2 | 9:16  | 2 |
| 4. | SC Dynamo Berlin     | 1:9  | 2:5 | 0:4  | *** | 0 | 0 | 3 | 3:18  | 0 |

 Motor České Budějovice –  HK Sibir Novosibirsk 	4:6 (2:4, 1:1, 1:1)
1. září 1982 - České Budějovice

Branky Českých Budějovic: 4. Norbert Král, 16. Jan Tlačil, 23. Norbert Král, 42. Milan Král. 

Branky Novosibirsku: 5. Jurij Klemešov, 11. Alexandr Fatkulin, 18. Nikolaj Tekutev, 19. Jurij Šamovcev, 30. Boris Barabanov, 43. Oleg Šalimov.

Rozhodčí: Jiří Adam (TCH) - Zdeněk Bouška (TCH), Jindřich Simandl (TCH)

Vyloučení: 7:11 (využití 3:1)
 Československo -  SC Dynamo Berlin 	9:1 (3:1, 3:0, 3:0)
2. září 1982 - České Budějovice

Branky Československa: 2. František Černík, 10. Vincent Lukáč, 15. Vladimír Růžička, 30. František Černík, 32. Jaroslav Korbela, 38. Vincent Lukáč, 42. Vincent Lukáč, 42. Vincent Lukáč, 55. Vladimír Růžička.

Branka Berlína: 6. Frank Proske.

Rozhodčí: Jan Budínský (TCH) – Mojmír Šatava (TCH), Vítězslav Vala (TCH)

Vyloučení: 3:4 (využití 1:0)
ČSSR: Jiří Králík - Milan Chalupa, Jaroslav Benák, Arnold Kadlec, Miloslav Hořava, Ladislav Kolda, František Musil, Radoslav Svoboda, Eduard Uvíra - Jiří Lála, Jindřich Kokrment, František Černík - Ivan Dornič, Vladimír Růžička, Pavel Richter - Jiří Hrdina, Dušan Pašek, Jaroslav Korbela - Vincent Lukáč, Dárius Rusnák, Igor Liba.
Dynamo Berlín: René Bielke - Joachim Lempio, Karl-Rüdiger Schröder, Thomas Graul, Dietmar Peters, Dieter Frenzel, Uwe Geisert - Wolfgang Unterdörfel, Gerhard Müller, Friedhelm Bögelsack - Jürgen Breitschuh, Roland Peters, Stefan Steinbock - Frank Proske, Detlef Radant, Guido Hiller.
 Československo -  HK Sibir Novosibirsk 	7:1 (3:1, 3:0, 1:0)
3. září 1982 - České Budějovice

Branky Československa: 17. František Černík, 17. Jiří Dudáček, 18. Rostislav Vlach, 22. Jindřich Kokrment, 37. Miloslav Hořava, 40. František Černík, 41. František Černík.

Branky Novosibirsku: 6. Boris Barabanov.

Rozhodčí: Juraj Okoločány (TCH) – Boršek (TCH), Bombic (TCH)

Vyloučení: 5:6 (využití 0:0, v oslabení 0:1)
ČSSR: Jaromír Šindel - Radoslav Svoboda, Eduard Uvíra, Milan Chalupa, Mojmír Božík, Arnold Kadlec, Miloslav Hořava, Ladislav Kolda, František Musil - Vincent Lukáč, Dárius Rusnák, Igor Liba - Jiří Lála, Jindřich Kokrment, František Černík - Jiří Dudáček, Vladimír Růžička, Pavel Richter - Dušan Pašek, Rostislav Vlach, Jaroslav Korbela.
 Motor České Budějovice -  SC Dynamo Berlin 	4:0 (0:0, 2:0, 2:0)
3. září 1982 - České Budějovice

Branky Českých Budějovic: 34. Jiří Veselý, 38. Jiří Veselý, 47. Norbert Král, 53. František Čech.

Rozhodčí: Stanislav Gottwald (TCH) - Havel (TCH), Turek (TCH)

Vyloučení: 5:7 (využití 2:0)
 Československo -  Motor České Budějovice 10:1 (2:0, 5:0, 3:1)
4. září 1982 - České Budějovice

Branky Československa: 11. Ivan Dornič, 11. Igor Liba, 23. Jiří Hrdina, 25. Dušan Pašek, 28. Pavel Richter, 31. Igor Liba, 32. Vincent Lukáč, 44. Ivan Dornič, 50. Jiří Lála, 60. Pavel Richter.

Branka Českých Budějovic: 55. Petr Dolejšek.

Rozhodčí: Milan Jirka (TCH) – Bombic (TCH), Turek (TCH)

Vyloučení: 9:8 (využití 1:0)
ČSSR: Karel Lang - Radoslav Svoboda, Eduard Uvíra, Milan Chalupa, Mojmír Božík, Arnold Kadlec, Miloslav Hořava, Ladislav Kolda, František Musil - Vincent Lukáč, Rostislav Vlach (21. Dárius Rusnák), Igor Liba - Jiří Lála, Jindřich Kokrment (21. Rostislav Vlach), František Černík - Jiří Hrdina, Vladimír Růžička, Pavel Richter - Ivan Dornič, Dušan Pašek, Jaroslav Korbela.
České Budějovice: Ladislav Gula (31. Marcel Kurfürst) - Rudolf Suchánek, František Joun, Jaroslav Kočer, Vladislav Janeček, Josef Novák, Martin Beníšek - Petr Dolejšek, Norbert Král, Milan Král - Vladimír Caldr, Radim Pařízek, Jan Tlačil - Jiří Veselý, František Čech, Jan Klabouch.
 HK Sibir Novosibirsk -  SC Dynamo Berlin 	5:2 (4:1, 0:0, 1:1)
4. září 1982 - České Budějovice

Branky Novosibirsku: 2x Vladimir Pomorov, Jurij Konovalov, Jurij Klemešov, Jurij Barabanov.

Branky Berlína: 2x Wolfgang Unterdörfel.

Rozhodčí: Jiří Adam (TCH) – Boršek (TCH), Bombic (TCH)

Vyloučení: 3:5 (využití 0:0)